# Khebbashia
Klad Khebbashia je skupinou sauropodních dinosaurů z čeledi Rebbachisauridae, obvykle známých podle fragmentárních pozůstatků z křídového období Jižní Ameriky, Afriky a Evropy. Formálně byl klad popsán roku 2015 týmem paleontologů při popisu taxonu Tataouinea hannibalis.

## Popis
Tito menší až středně velcí sauropodní dinosauři náleželi do nadčeledi Diplodocoidea a kladu Diplodocimorpha. Prvním popsaným rodem byl severoafrický Rebbachisaurus, kterého popsal v roce 1990 paleontolog Jack McIntosh jako zástupce podčeledi Dicraeosaurinae v rámci čeledi Diplodocidae. V dalších letech se však objevilo množství nových nálezů, které dokázaly, že šlo o poněkud odlišnou skupinu sauropodů než jsou diplodokidi. V současnosti jsou do tohoto kladu řazeny podčeledi Rebbachisaurinae a Limaysaurinae.